# Revolta preoților
Revolta preoților (în malteză Ir-Rewwixta tal-Qassisin), de asemenea, cunoscută sub numele de Rebeliunea malteza din 1775 și Rebeliunea din septembrie 1775, a fost o revoltă condusă de clerul maltez împotriva Ordinului Sfântului Ioan, care deținea suveranitatea peste Malta. Revolta a avut loc la 8 septembrie 1775, dar a fost suprimată de Ordin în decurs de câteva ore. Rebelii au fost apoi capturați, iar unii au fost executați, alții exilați sau închiși.

## Istoric
Cauzele revoltei pot fi urmărite înapoi la 1773, când Francisco Ximenes de Texada a fost ales Mare Maestru după moartea lui Manuel Pinto da Fonseca. După alegerea sa, Ximenes a găsit un tezaur sărăcit, așa că a introdus măsuri de austeritate, incluzând reducerea cheltuielilor și creșterea prețului porumbului. Acestea l-au făcut nepopular, atât în rândul clerului, cât și al oamenilor de rând. 
Ximenes a emis un edict prin care a interzis vânarea iepurilor (în malteză Fenek tax-xiber), edict căruia i s-a opus episcopul Giovanni Carmine Pellerano și clerul. Au existat și alte evenimente au creat tensiuni între cler și Ordinul.

## Revolta
Din cauza tensiunii dintre Ordin și cler, și opinia publică negativă despre Ximenes, unii preoți conduși de Don Gaetano Mannarino au început să comploteze împotriva ordinului. Ei au ales 8 septembrie ca zi a rebeliunii, atunci când navele Ordinului se aflau pe mare alături de marina spaniolă și Valletta nu era bine apărată. Un total de 28 de clerici și un număr mai mare de laici au fost implicați în planificarea revoltei.

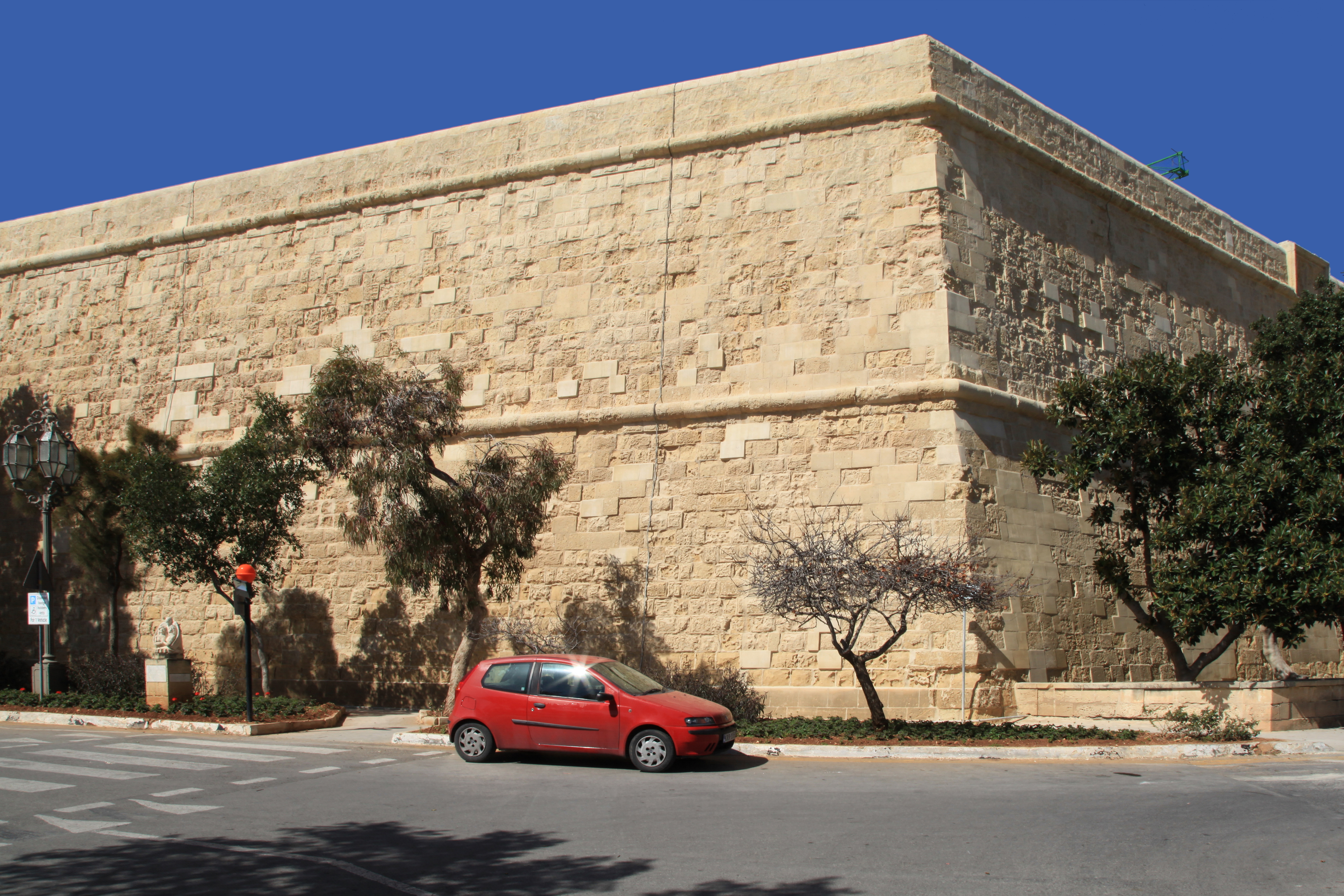
Saint James Cavalier, care a fost capturat de rebeli

La 8 septembrie 1775, ziua revoltei, au apărut doar 18 din cei 28 de clerici. În ciuda acestui fapt, Mannarino a decis continuarea revoltei. Un grup de 13 persoane a preluat Fortul Saint Elmo din extremitatea nordică a Valettei, în timp ce restul rebelilor a capturat Saint James Cavalier la capătul opus al orașului. În ambele cazuri, pavilionul ordinului a fost coborât și a fost arborat în loc stindardul Sf. Pavel.
Atunci când a izbucnit revolta, Ximenes a convocat Consiliul de Stat pentru a vedea cum să suprime revolta. Consiliul l-a trimis pe vicarul general pentru a afla cererile rebelilor, care au fost de acord să negocieze. Cu toate acestea, la un moment dat au amenințat să arunce în aer magazia de praf de pușcă din Saint Elmo, ceea ce ar fi provocat daune grave fortului și fortificațiilor orașului. Datorită acestui fapt, Ordinul a decis să recâștige prin forță fortificațiile ocupate. Fortul Saint Elmo a fost capturat după un scurt schimb de focuri, în timp ce Fortul Saint James s-a predat curând după aceea. Dintre cei 18 de preoți implicați, doar 12 au rămas la posturile lor până la sfârșit.

## Urmări
După ce s-au predat, rebelii au fost închiși în Fortul Saint Elmo. Primele procese au avut loc în octombrie 1775 și 3 persoane au fost executate prin sugrumare. Procesele au continuat după moartea lui Ximenes la 4 noiembrie. Trei dintre rebeli au fost executați, în timp ce alții au fost închiși, exilați sau achitați.
Mannarino, conducătorul rebeliunii, a fost unul dintre cei condamnați la închisoare pe viață. El a fost în cele din urmă eliberat, împreună cu alți deținuți politici în timpul ocupației franceze din Malta în 1798. A murit în 1814, la vârsta de 81.